# Dark Seal
Dark Seal (ダークシール) y Dark Seal II (ダークシール II) son videojuegos isométricos beat-'em-up de rol lanzados para los arcades por Data East en 1990 y 1992 respectivamente. El primer juego fue localizado al inglés bajo el título de Gate of Doom, y el segundo como Wizard Fire.

## Argumento
El juego se sitúa en una Edad Media fantástica. En un reino llamado Ertrulia todo era paz y tranquilidad, pero la envidia y maldad fue ganando poco a poco terreno y se abrieron las puertas del infierno, liberando a Lucifer y sus secuaces. Acorralados, el rey y su pueblo recurren a cuatro héroes legendarios: un caballero, una hechicera, un juglar errante y un ninja. 
Su misión es conseguir los dos tesoros que permitirán rescatar a la princesa y cerrar las puertas del infierno, enviando de nuevo a Lucifer y sus secuaces a las sombras. 

## Jugabilidad
Los jugadores controlarán a los personajes desde una perspectiva isométrica, y deberán atravesar los niveles mientras se enfrentan a los enemigos, evitan trampas y recolectan ítems, además de hechizos. El juego cuenta con juego cooperativo de dos jugadores.

## Ports
Como en muchos otros juegos de Data East, los juegos fueron porteados a Zeebo por Onan Games y distribuidos por G-Mode en Brasil en 2010. Wizard Fire también fue incluido en la compilación de Wii de Data East Arcade Classics por Majesco Entertainment en 2010.
Después, en 2018, FTEGames porteó tanto Gate of Doom como Wizard Fire a la eShop de la Nintendo Switch, al igual que Gate of Doom a la PlayStation 4 como parte de la serie Johnny Turbo's Arcade de ports de juegos de arcade de Data East, con la marca del personaje Johnny Turbo, la mascota de Turbo Duo y el alter ego del fundador de FTEGames, Johnny Brandstetter. Posteriormente, se lanzaron ports de ambos juegos para Steam y GOG, y de Wizard Fire para PS4 en 2021, desarrollados y distribuidos por 612 Entertainment y Ziggurat Interactive respectivamente. FTEGames también lista ports para Xbox One bajo desarrollo.
Tanto Dark Seal como Dark Seal II han sido porteados al sistema Evercade como parte del cartucho de colección Data East Arcade 1.

## Recepción
En Japón, Game Machine listó a Dark Seal en su número del 15 de julio de 1990 como la unidad de arcade más exitosa del mes. Game Machine también listó a Dark Seal II en su número del 15 de junio de 1992 como la novena unidad de arcade más exitosa del mes.
Ambos juegos recibieron reseñas positivas. La revista Leisure Line reseñó el juego original y lo calificó 10+ de 10. La secuela fue considerada una mejora digna de mención en general.
Retrospectivamente, los juegos de arcade originales han sido comparados desfavorablemente con el RPG beat-'em-up de desplazamiento lateral Dungeons & Dragons: Tower of Doom, el cual fue distribuido por Capcom en 1993.